# Richard Bean
 (mai 2022).
Si vous disposez d'ouvrages ou d'articles de référence ou si vous connaissez des sites web de qualité traitant du thème abordé ici, merci de compléter l'article en donnant les références utiles à sa vérifiabilité et en les liant à la section « Notes et références ».
Richard Bean, né le 10 juillet 1965 à Paris, est un acteur, scénariste et réalisateur français.

## Biographie
Aide-soignant en hôpital psychiatrique, Richard Bean s'intéresse au théâtre en voyant les malades dont il s'occupe dépasser leur souffrance en s'initiant au jeu d'acteur. Il participe à différents ateliers, se forme à l'animation de groupe et cofonde le premier festival de théâtre et psychiatrie de Seine-Saint-Denis. Il intervient dans différentes associations et lycées de la banlieue parisienne et monte sa première mise en scène Fantasio d'Alfred de Musset qui le propulse sur les grandes scènes nationales. L'écriture cinématographique fiction et documentaire fait suite à ses premières expériences théâtrales. Il réalise et produit depuis des films de fiction et des documentaires.
Il a une fille nommée Taïs qu'il a eue avec l'actrice Philippine Leroy-Beaulieu.

## Mise en scène de théâtre
- 1989 : Fantasio, d'Alfred de Musset (Printemps des comédiens), avec Philippine Leroy-Beaulieu
- 1990 : Fin de siècle, d'après L'Éventail de Lady Windermere, d'Oscar Wilde, Théâtre national de Strasbourg ; adaptation Louis-Charles Sirjacq, avec Hélène de Saint-Père et Michèle Oppenot[1]
- 1991 : Le Voyant, de Marco Lodoli.  Tubutsch, d'Albert Ehrenstein[2] ; avec Serge Hazanavicius et Olivier Laubacher, Fonds régional d'art contemporain Rhône-Alpes[3]
- 1992 : Les Illuminations, d'Arthur Rimbaud, Grande Halle de la Villette, Théâtre des Amandiers de Nanterre[4], avec Laura Benson

## Filmographie

### Acteur
- 1991 : Fortune express d'Olivier Schatzky
- 1992 : La règle du je de Françoise Etchegaray
- 1993 : Une nouvelle vie d'Olivier Assayas
- 1995 : Sept en attente de Françoise Etchegaray

### Réalisateur
- 2000 : Franck Spadone
- 2003 : Play Back
- 2004 : Réconciliés[5]
- 2005 : Les Dieux sont vivants
- 2007 : Les acteurs du cinéma français des années soixante dix
- 2008 : Le cinéma militant et engagé des années soixante dix
- 2009 : De Méliès Au parlant
- 2010 : The Ken Loach's Worlds
- 2011 : Aimez-vous Skolimowski
- 2012 : Almadovar
- 2012 : La messe n'est pas finie
- 2012 : Le corps d'une femme co réalisé avec Dominique Bartoli
- 2013 : New York 5.1
- 2015 : Matin, court-métrage

### Scénariste

#### Télévision
- 2020 : Laurene

#### Cinéma
- 2022 : Ima, co écrit avec Laurent Bertoni

### Producteur
- 2008 : Série Cinéastes et Cinéma
- 2009 : Même pas en rêve de Louis-Do de Lencquesaing
- 2012 : Le thé ou l'Électricité de Jérôme le Maire
- 2022 : The 7th stories[6].